# Cathédrale de Poggio Mirteto
La cathédrale de Poggio Mirteto est une église catholique romaine de Poggio Mirteto, en Italie. Il s'agit de la cathédrale du diocèse suburbicaire de Sabina-Poggio Mirteto.

### Article lié
- Liste des cathédrales d'Italie